# Carlotta Daminato
Carlotta Daminato (née le 2 mai 1993 à Trévise) est une joueuse italienne de volley-ball. Elle mesure 1,60 m et joue au poste de libero.

## Clubs
| Club                           | Pays   | De        | À            |
| ------------------------------ | ------ | --------- | ------------ |
| Conegliano                     | Italie | 2006-2007 | 2006-2007    |
| Top Team Belluno               | Italie | 2007-2008 | 2007-2008    |
| Spes Volley Conegliano         | Italie | 2009-2010 | 2009-2010    |
| Top Team Belluno Conegliano TV | Italie | 2010-2011 | 2010-2011    |
| Spes Volley Conegliano         | Italie | 2011-2012 | janvier 2012 |
| Imoco Volley Conegliano        | Italie | 2012-2013 | …            |

## Palmarès
- Championnat d'Italie
  - Finaliste : 2013.
- Supercoupe d'Italie
  - Finaliste : 2013.